# آرمینتی پرایس
آرمینتی پرایس (انگلیسی: Armintie Price؛ زادهٔ ۳ آوریل ۱۹۸۵) بازیکن بسکتبال اهل ایالات متحده آمریکا است.
از باشگاه‌هایی که در آن بازی کرده‌است می‌توان به آتلانتا دریم اشاره کرد.